# Ørsted (bedrijf)

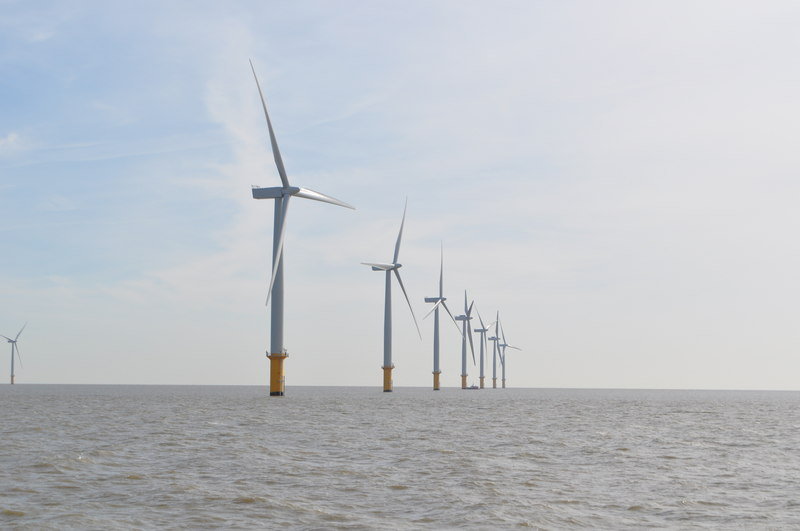
Windpark op de zandbanken in de riviermonding van de Theems.

Ørsted, tot november 2017 DONG Energy A/S, is een Deens energiebedrijf. Het bedrijf is in 2006 ontstaan door de fusie van zes energiebedrijven, waaronder het olie- en gasbedrijf DONG ('Dansk Olie og Naturgas A/S') dat in 1972 door de Deense rijksoverheid werd opgericht, en de elektriciteitsproducenten Elsam (Jutland en Funen) en ENERGI E2 (Seeland). Door de verregaande vergroening in combinatie met het afstoten van de olie- en gasactiviteiten werd per november 2017 de naam omgedoopt naar Ørsted, een verwijzing naar Hans Ørsted.

## Activiteiten
Ørsted produceert elektriciteit en levert deze samen met aardgas aan klanten in Noord-Europa. De activiteiten zijn in drie onderdelen verdeeld:
- Offshore: De onderneming heeft veel windmolens op zee geplaatst en dit bedrijfsonderdeel levert veruit de grootste bijdrage aan de omzet. In 2023 produceerde dit onderdeel 17,8 TWh aan elektriciteit. Het zwaartepunt van de productie ligt in het Britse deel van de Noordzee. Ørsted verkoopt ook regelmatig belangen in windparken, zogenaamde farm-down, die het heeft ontwikkeld en gebouwd.
- Onshore: Hier ligt het zwaartepunt in de Verenigde Staten. Dit onderdeel leverde in 2023 zo'n 13,4 TWh aan elektriciteit.
- Bioenergy & Other: De centrales op land produceren ook warmte. In 2023 werd 4,4 TWh elektriciteit geproduceerd en 6,6 TWh aan warmte.[1]

De aandelen van het bedrijf staan genoteerd op de Nasdaq OMX in Denemarken en maken onderdeel uit van de OMX Copenhagen 20 index.
In november 2016 gaf DONG aan alle olie- en gasbelangen te gaan verkopen en zich volledig te richten op hernieuwbare energie. Het bedrijf had nog belangen in tientallen velden in de Noordzee, waaronder een aandeel van 20% in het grote gasveld Ormen Lange, en produceerde in 2016 gemiddeld zo’n 89.000 vaten BOE per dag. De waarde van deze energiebelangen werd geschat op zo’n US$ 2 miljard. In mei 2017 werd bekend dat het Britse bedrijf INEOS de activiteiten gaat overnemen. INEOS betaalde US$ 1,3 miljard en nam ook de verplichting over om de platforms te verwijderen wanneer de velden leeg zijn. Hiermee viel bij Ørsted een voorziening vrij ter waarde van US$ 1 miljard. De verkoop werd op 29 september 2017 definitief.
In augustus 2020 verkocht Ørsted de Deense distributie-activiteiten (Radius) en huishoudelijke klanten aan SEAS-NVE, deze laatste heeft hiervoor DKK 21,3 miljard betaald. Het besluit om deze belangen te verkopen viel in 2018 zodat Ørsted zich meer kan richten op de productie van groene energie. Met de verkoop zijn zo'n 750 medewerkers overgegaan naar de nieuwe eigenaar. Deze transactie leverde een buitengewone winst op van DKK 11 miljard.

### Nederlandse activiteiten
In 2005 betrad het bedrijf de Nederlandse markt door de overname van het leveringsdeel van energiebedrijf Intergas uit Brabant. De Nederlandse tak van DONG leverde in 2007 577 GWh elektriciteit aan ongeveer 41.000 huishoudens, en verkocht 819 miljoen m³ aardgas aan 125.000 huishoudens.
In januari 2014 werd bekend dat DONG haar afdeling energy sales en het klantenbestand over gaat doen aan Eneco. Met de verkoop gingen 90.000 klanten en 89 medewerkers over naar de nieuwe eigenaar.
DONG (Ørsted) wil in Nederland vooral inzetten op het opwekken van windenergie.
In april 2009 kondigde DONG aan het 50% belang in Enecogen van International Power over te nemen. Hiermee werd DONG de nieuwe partner van ENECO in de gasgestookte 870 MW centrale in Europoort. De centrale is sinds november 2011 commercieel in gebruik. De centrale heeft een capaciteit om 1,4 miljoen huishoudens van stroom te voorzien. In het tweede kwartaal 2013 heeft DONG haar belang in Enecogen voor 134 miljoen euro afgewaardeerd, vanwege de sombere vooruitzichten. In 2018 verkocht Ørsted zijn aandeel in Enecogen aan het Amerikaanse Castleton Commodities International (CCI).
In juli 2016 won een consortium onder leiding van DONG de opdracht voor de bouw van windpark Borssele. Voor de kust van Zeeland komen twee windmolenparken, Borssele I en Borssele II, elk met een capaciteit van 350 MW. Ze liggen buiten de 12-mijlszone op meer dan 22 kilometer van de kust. Het windpark begon in april 2020 met de levering van elektriciteit. In april 2021 werd bekend dat Ørsted de helft van zijn belang in windpark Borssele I & II verkoopt aan Norges Bank Investment Management en ontvangt daarvoor € 1,375 miljard. Medio 2021 is de transactie afgerond.

### Resultaten
In de jaren 2010–2017 heeft het bedrijf zeer wisselende resultaten laten zien. De olie- en gasproductie is gestaag gestegen in deze periode. Verder ligt de nadruk in toenemende mate op groene stroom. De productie hiervan is toegenomen terwijl de productie uit fossiele centrales sterk is gedaald. De resultaten stonden onder druk door dalende elektriciteitsprijzen en extra afschrijvingen op olie- en gasvelden en andere activa. In februari 2014 kreeg het bedrijf zo'n DKK 13 miljard aan extra kapitaal om de solvabiliteit te verbeteren. Daarnaast werden diverse windparken, waaronder een deel van het 252 MW Gode 2 windpark, verkocht en met de opbrengst zijn de schulden afgelost.
Het grote verlies in 2015 werd vooral veroorzaakt door een forse afboeking op de waarde van de olie- en gasactiviteiten. De waarde hiervan daalde scherp na de sterke daling van olieprijzen op de wereldmarkt. In de cijfers van 2016 zijn de olie- en gasactiviteiten al gedeconsolideerd omdat Ørsted ze wil verkopen. De hoge winst in 2016 was mede een gevolg van een incidentele winst op gewijzigde gascontracten  
en in 2017 leverde de verkoop van de olie- en gasbelangen een forse winst op van circa DKK 6 miljard.
| Jaar | Omzet           | EBIT            | Netto- resultaat | Werknemers (in FTE) | Grijze elektriciteit productie | Groene elektriciteit productie | CO2 uitstoot (gram/kWh) | Olie- en gasproductie (× miljoen boe) |
| Jaar | (× DKK miljoen) | (× DKK miljoen) | (× DKK miljoen)  | Werknemers (in FTE) | Grijze elektriciteit productie | Groene elektriciteit productie | CO2 uitstoot (gram/kWh) | Olie- en gasproductie (× miljoen boe) |
| ---- | --------------- | --------------- | ---------------- | ------------------- | ------------------------------ | ------------------------------ | ----------------------- | ------------------------------------- |
| 2010 | 54.523          | 8095            | 4499             | 5874                | 16,2 TWh                       | 4,0 TWh                        | -                       | 24,4                                  |
| 2011 | 56.717          | 6100            | 2882             | 6098                | 16,0 TWh                       | 4,4 TWh                        | -                       | 26,4                                  |
| 2012 | 67.179          | −3324           | −4012            | 7000                | 11,5 TWh                       | 4,6 TWh                        | -                       | 28,5                                  |
| 2013 | 73.105          | 2041            | −993             | 6496                | 13,8 TWh                       | 5,3 TWh                        | 311                     | 31,7                                  |
| 2014 | 67.048          | −1227           | −5284            | 6500                | 8,7 TWh                        | 5,0 TWh                        | 280                     | 41,8                                  |
| 2015 | 70.843          | −7250           | −12.084          | 6674                | 7,1 TWh                        | 5,8 TWh                        | 220                     | 40,9                                  |
| 2016 | 61.201          | 13.877          | 13.213           | 5775                | 8,4 TWh                        | 6,0 TWh                        | 224                     | 36,6                                  |
| 2017 | 59.504          | 16.235          | 20.199           | 5638                | 8,2 TWh                        | 8,5 TWh                        | 151                     | 21,4                                  |
| 2018 | 76.946          | 25.654          | 19.496           | 6080                | 6,7 TWh                        | 10,6 TWh                       | 131                     | -                                     |
| 2019 | 67.842          | 10.052          | 6100             | 6526                | 4,6 TWh                        | 15,5 TWh                       | 65                      | -                                     |
| 2020 | 52.601          | 10.536          | 16.727           | 6179                | 4,4 TWh                        | 20,9 TWh                       | 58                      | -                                     |
| 2021 | 77.673          | 16.195          | 10.887           | 6836                | 6,9 TWh                        | 22,2 TWh                       | 58                      | -                                     |
| 2022 | 132.277         | 19.774          | 14.996           | 8027                | 6,0 TWh                        | 29,6 TWh                       | 60                      | -                                     |
| 2023 | 79.255          | −17.853         | −20.182          | 8905                | 4,4 TWh                        | 31,1 TWh                       | 38                      | -                                     |
| 2024 | 71.034          | 6171            | 16               | 8278                | 4,5 TWh                        | 33,9 TWh                       | 16                      | -                                     |

## Aandeelhouders
De Deense overheid had lange tijd de intentie om het aandelenbelang te reduceren. In 2008 waren er al plannen voor een beursgang, maar door de kredietcrisis ging dit niet door. In oktober 2013 sloot de overheid een overeenkomst met diverse investeerders. Goldman Sachs Infrastructure Partners zal voor DKK 8 miljard nieuwe aandelen kopen samen met Broad Street Energy Partners welk fonds ook wordt beheerd door Goldman Sachs. Samen krijgen zij een belang van 19% in DONG. Verder koopt het Deens pensioenfonds Arbejdsmarkedets Tillægspension (ATP) een belang van 5% voor DKK 2,2 miljard en het Pension Forsikringsaktieselskab (PFA) koopt 2% van de aandelen voor DKK 0,8 miljard. Met deze transactie daalt het belang van de overheid in DONG van 81% naar 60%. De transactie leidde tot controverses, vooral met betrekking tot het belang van Goldman Sachs. Dit kwam aan het licht toen een alternatief en veel hoger bod van een ander Deens pensioenfonds, PensionDanmark, bekend werd. Verder heeft Goldman Sachs het recht het pakket aandelen terug te verkopen als Ørsted in 2018 geen beursnotering heeft. De voorwaarden waaronder dit gebeurt leidt nauwelijks tot koersrisico voor de Amerikaanse belegger. Op 31 december 2014 had de Deense overheid 59% van de aandelen DONG in handen. Goldman Sachs had een belang van 18% en ATP een belang van 5%.
In september 2015 herlanceerde de Deense overheid het plan om DONG deels naar de beurs te brengen binnen 18 maanden. Het bedrijf blijft wel voor meer dan de helft in handen van de overheid. In mei 2016 werd bekend dat de overheid 15% van de aandelen Ørsted naar de beurs in Kopenhagen gaat brengen. Het wordt de grootste introductie in de geschiedenis van de beurs. Na de beursgang houdt de staat 50,1% van de aandelen en dat percentage is nadien niet meer gewijzigd.